# Jarl Burman
Jarl Steffan Burman, född 10 januari 1942 i Burträsks församling, Västerbottens län, död 6 augusti 2010 i Skellefteå Sankt Olovs församling, var en svensk idrottsman (långdistanslöpare). Han tävlade för Skellefteå AIK.
Burman vann SM-guld på både 5 000 meter och 10 000 meter år 1967.